# Gert Wiedmaier
Gert Wiedmaier (* 2. Mai 1961 in Stuttgart) ist ein deutscher bildender Künstler, der in Stuttgart lebt und arbeitet. In den Bereichen Fotografie, Malerei und Druckgrafik kombiniert er verschiedene Medien und Werkstoffe miteinander.

## Leben und Werk
Nach dem Beginn eines Studiums an der Universität Stuttgart 1982 wechselte Wiedmaier bald an die Staatliche Akademie der Bildenden Künste Stuttgart, wo er von 1983 bis 1991 studierte. Von 1988 bis 1991 studierte er in der Bildhauerei-Klasse von Jürgen Brodwolf (* 1932). Seit 1985 wurden seine Werke in über 60 Einzelausstellungen und zahlreichen Gruppenausstellungen in Museen, Kunstvereinen und anderen Institutionen in ganz Deutschland sowie in Österreich, Russland, der Schweiz, Slowenien, Südkorea, Ungarn und in den USA gezeigt. Seit 2011 ist er Mitglied im Künstlerbund Baden-Württemberg (seit 2013 Geschäftsführendes Mitglied). Seit 2014 gehört er der Kunstkommission für Kunst am Bau des Landes Baden-Württemberg an.
Im Vorfeld seiner Ausstellungsprojekte entwickelt Wiedmaier häufig umfangreiche raum-, personen- oder themenspezifische Werkgruppen in experimentellen Verfahren. Dabei werden auf verschiedenen Bildträgern Fotografien manuell bearbeitet und mehrfach mit Schichten (Wachs über Fotografie, Siebdruck auf Filz u. a.) überzogen. Durch die Verfremdung und so entstandenen Unschärfen werden bekannte Orte und ungewöhnliche Perspektiven in neuen Sichtweisen wahrgenommen. Konkret bezeichenbare Topografien, Architekturen oder Figuren lösen sich in seinen Bildzyklen und Rauminstallationen auf zugunsten einer allgemeingültigen Zustandsbeschreibung des Gegenwärtigen.

## Auszeichnungen und Stipendien
- 1990: Akademiepreis der Staatlichen Akademie der Bildenden Künste Stuttgart
- 1991–1993: Atelierstipendium des Landes Baden-Württemberg
- 1992/93: Landesgraduiertenförderung
- 1998/99: Stipendium Cité Internationale des Arts Paris (Frankreich)
- 2006: Stipendium Center for Contemporary Art, Samara (Russland)
- 2017: Heitland Honneur der Heitland Foundation, Celle

## Einzelausstellungen (Auswahl seit 2000)
- 2000: Arbeiten auf Papier, Galerie Franke, Stuttgart
- 2000: Seulement des cartes postales (Retour de Paris), institut français de Stuttgart, Stuttgart
- 2000: PARIS – SAKRALE PERSPEKTIVEN, Dommuseum, Frankfurt a. M.
- 2000: Felder der Begrenzung, Städtische Galerie Albstadt, Albstadt
- 2001: Orte – Unorte, Kunstverein Radolfzell, Radolfzell (mit Simone Demandt)
- 2001: Seitenblicke, Galerie Werner Klein, Köln
- 2001: von hier nach dort, Kunstverein & Museum Wetzlar, Wetzlar
- 2004: Sicht – Verbindungen, TTR Technologiepark Tübingen–Reutlingen, Reutlingen
- 2004: Wechselwirkungen, Kunstverein Eislingen
- 2005: Begegnungen, Städtische Galerie Die Fähre, Bad Saulgau (mit Barbara Ehrmann)
- 2006: New Place of View, Samara Museum of History / Alabin, Samara (Russland)
- 2008: Chicago – Observations, Thomas Masters Gallery, Chicago (USA)
- 2009: Blickwechsel, Kunstmuseum Singen, Singen
- 2010: Neue Arbeiten, Helmet–Gallery, München
- 2011: Sanfte Schichten, Galerie am Dom, Frankfurt a. M.
- 2013: ZEIG DICH, MULTIPLE BOX, Hamburg
- 2014: ulmsichtig, Künstlerhaus Ulm, Ulm
- 2014: Three Cities, Thomas Masters Gallery, Chicago (USA)
- 2017: Blickrichtungen, Städtische Galerie Ostfildern
- 2018: Bergsichten, Galerie Pesko, Lenzerheide (CH)

## Teilnahme an Symposien
- 1987: Bildhauersymposion Süßen, Süßen
- 1988: Bildhauersymposion Weingarten, Weingarten,
- 1989: Die Stimme der Kunst, Symposion Bad Rappenau
- 1990: Symposion Krimpenbachalm, Galerie Zeitkunst, Kitzbühel (Österreich)
- 1993: Umspannwerk, Symposion Singen
- 2001: Lithografie, Arge–Alpsymposion, St. Gallen (Schweiz)
- 2007: 39th International Symposium of Artist, Győr (Ungarn)

## Arbeiten im Öffentlichen Besitz (Auswahl)
- Kunstmuseum Albstadt
- Galerie der Stadt Backnang
- Sammlung Landkreis Esslingen
- Sammlung Deutsche Bundesbank Frankfurt am Main
- Jürgen Brodwolf Stiftung, Kandern
- Städtische Galerie Ostfildern
- Kunstmuseum Singen
- Kunstmuseum Stuttgart
- Ministerium für Wissenschaft, Forschung und Kunst Baden-Württemberg, Stuttgart
- Regierungspräsidium Stuttgart
- Staatsgalerie Stuttgart
- Staatliche Akademie der Bildenden Künste Stuttgart
- TTR Technologiepark Tübingen-Reutlingen
- Museum Ulm
- Museum der Stadt Waiblingen
- Kulturamt der Stadt Wetzlar
- Stadt- und Industriemuseum Wetzlar